# Pauline Acquart
Pauline Acquart (* 17. Dezember 1992 in Paris), die auch unter ihrem zweiten Nachnamen als Pauline Bourquelot auftritt, ist eine französische Schauspielerin.

## Biografie
Pauline Acquart wurde 2006 bei einem wilden Casting im Pariser Park Jardin du Luxembourg entdeckt.
Daraufhin spielte sie eine der drei jugendlichen Hauptrollen in dem Film Water Lilies, dem Erstlingswerk von Autorin und Regisseurin Céline Sciamma. Der Film erzählt die Themen Freundschaft, Liebe und erster Sex aus der Perspektive der drei Hauptfiguren. Er  feierte seine Premiere bei den Filmfestspielen von Cannes  und lief ab Mai 2007 auf zahlreichen Filmfestivals. Er brachte Acquart erste nationale und internationale Aufmerksamkeit.
Seitdem ist Pauline Acquart als Schauspielerin für Film, Fernsehen und Theater tätig. 2007 spielte sie in dem 32-minütigen Kurzfilm Au septième jour von Regisseur Samuel Doux die Hauptrolle einer jugendlichen Selbstmörderin. Kurz darauf verkörperte sie in einem Musikvideo der Gruppe Moriarty die 19-jährige Soldatin Lily.
2009 war Acquart in dem Fernsehfilm Mourir d'aimer in einer Nebenrolle als Tochter einer 42-jährigen Lehrerin zu sehen. Der Film von Regisseurin Josée Dayan ist ein Remake des gleichnamigen Dramas von André Cayatte aus dem Jahr 1971 und bezieht sich auf einen Fall in Frankreich, in dem die Lehrerin nach Bekanntwerden des Verhältnisses zu einem Schüler aufgrund der Reaktionen und Verurteilung durch Umfeld und Öffentlichkeit in den Selbstmord getrieben wurde. 
Unter ihren folgenden Kurzfilmen befinden sich zwei in Zusammenarbeit mit Filmemacher Frédéric Guelaff, der diese im Rahmen eines Serials für die Pariser Mode-Firma Indress künstlerisch produzierte: The Dutch Room (2010, 11 Minuten), wo sich zwei junge Frauen in einem Ferienhäuschen modisch umkleiden und über die Liebe sinnieren, und Coconut Grove (2011, 14 Minuten), in welchem Pauline Acquart als chic gekleidete Schauspielerin auf der Flucht vor ihrem Agenten und dem nächsten Auftrag ist.
2014 spielte sie im 28-minütigen Film La nuit tombe die Hauptrolle als eine um ihren Großvater bemühte Enkelin und zeigte im Kurzfilm Perdu d'avance, in welchem ein Paar in einem Zimmer Zeit miteinander verbringt, u. a. einige freizügige Momente. Auch 2016 war sie in einem Kurzfilm zu sehen: Zusammen mit Schauspielerin Faustine Levin und Regisseur Aurélien Peyre drehte sie den 48-minütigen Film La Bande à Juliette, in welchem sie ihre seit Kindertagen beste Freundin mit ihrem neuen Freundeskreis zusammenbringen möchte.
In Schneewittchen spielte sie 2010 die Titelrolle in einem Bühnenstück; 2013 wurde dieses auch bei den Salzburger Festspielen aufgeführt. Weitere Theaterrollen folgten 2014 und 2015.
2016 hatte sie die Hauptrolle in Los Feliz. Der Film hatte Premiere am 18. Februar 2016 in Wien. Der österreichische Künstler und Filmemacher Edgar Honetschläger übertrug ihr die Rolle der Lydia, einer jungen Französin, die sich auf einen Pakt mit dem Teufel einlässt und sich auf eine Reise von Rom nach Los Feliz, einem Stadtteil von Los Angeles, macht, um berühmt zu werden, jedoch unter einer Bedingung: Liebe wird ihr dafür auf immer versagt bleiben. Begleitet wird sie dabei nicht nur vom Teufel, sondern auch von einer japanischen Shinto-Göttin, beide in Menschengestalt. Los Feliz ist eine Mischung aus Roadmovie und Kunstfilm. 2016 übernahm Acquart in Dans la chambre die weibliche Hauptrolle Pauline. Dieser zweite Kurzfilm von Christelle Lahaye generierte sein Produktions-Budget via Crowdfunding.
2018 erschien Pauline Acquart in Philippe Ramos’ mittellangem Film Les grands squelettes.
2021 war sie die einzige Darstellerin in FUCK YOU, Eu.ro.Pa!, einem Bühnen-Monolog aus dem Jahr 2005 von Nicoleta Esinencu, die in ihrem Stück Erinnerungen an Moldawien vor und nach dem Fall des Eisernen Vorhangs und damit auch europakritische Inhalte verarbeitet. Am 11. November 2021 wurde das Stück mit Acquart in französischer Sprache als Video-Projektion mit deutschen und englischen Untertiteln im Staatsschauspiel Dresden aufgeführt und konnte zur gleichen Zeit auch per Online-Stream verfolgt werden.

## Filmografie

### Langfilme (Kino)
- 2007: Water Lilies (Naissance des pieuvres) – Regie: Céline Sciamma
- 2011: La Lisière – Am Waldrand – Regie: Géraldine Bajard
- 2011: Jeanne captive – Regie: Philippe Ramos
- 2012: Les Lendemains – Regie: Bénédicte Pagnot
- 2015: Los Feliz – Regie: Edgar Honetschläger
- 2016: Parenthèse – Regie: Bernard Tanguy
- 2016: Jamais contente – Regie: Émilie Deleuze
- 2018: Volontaire – Regie: Hélène Fillières
- 2018: Silent Streams (Les grands squelettes) – Regie: Philippe Ramos

### Kurzfilme
- 2007: Au septième jour – Regie: Samuel Doux
- 2008: Le Chant des sirènes – Regie: Nicolas Miard
- 2010: The Dutch Room – Regie: Frédéric Guelaff
- 2011: Sans faire de bruit – Regie: Nicolas Revoy
- 2011: Coconut Grove – Regie: Frédéric Guelaff
- 2012: Casting – Regie: Jonathan Borgel
- 2012: Lettre d'un père à sa fille – Regie: Nicolas Livecchi
- 2012: L'autre sang – Regie: François Tchernia & François Vacarisas
- 2014: La nuit tombe – Regie: Benjamin Papin
- 2014: Perdu d'avance – Regie: Jules Gassot
- 2016: La Bande à Juliette – Regie: Aurélien Peyre
- 2016: Dans la chambre – Regie: Christelle Lahaye
- 2018: I am the town – Regie: Laure Atanasyan

### Fernsehen
- 2009: Mourir d'aimer – Regie: Josée Dayan
- 2011: Chez Maupassant: Une partie de campagne – Regie: Jean-Daniel Verhaeghe

### Musik-Video-Clip
- 2008: Private Lily – Regie: Damien Odoul für die Musikgruppe Moriarty (Band)

## Theater
- 2010: Schneewittchen (Blanche neige) – Regie: Nicolas Liautard – Schneewittchen
- 2014: Un cœur sauvage – Regie: Christophe Botti – Virginie
- 2015: Andreas – Regie: Jonathan Châtel – das Mädchen, die Klosterfrau
- 2021: FUCK YOU, Eu.ro.Pa! – Regie: Julia B.-Malthet – die junge Frau